# Sainte-Hélène-Bondeville
Sainte-Hélène-Bondeville é uma comuna francesa na região administrativa da Normandia, no departamento de Sena Marítimo. Estende-se por uma área de 6,8 km². Em 2010 a comuna tinha 725 habitantes (densidade: 106,6 hab./km²).